# Hans Dieter Zeidler
Hans Dieter Zeidler (* 19. Januar 1926 in Bremen; † 25. Oktober 1998 in Zürich) war ein deutscher Schauspieler, Hörspiel- und Synchronsprecher.

## Biografie
Zeidler besuchte eine Schauspielschule in Bremen und erhielt anschließend Theaterengagements u. a. in Oldenburg, am Deutschen Schauspielhaus Hamburg, in Berlin, Darmstadt, am Bayerischen Staatsschauspiel München, in Frankfurt am Main, in Wien (Burgtheater), am Schauspielhaus Zürich und in Bonn. Für seine Verdienste um die Bühne wurde er zum Staatsschauspieler ernannt.
Seit Anfang der 50er Jahre übernahm er zudem auch viele Rollen in Film- und Fernsehproduktionen. Er spielte die Titelrolle in Franz Peter Wirths Der arme Mann Luther, in Robert A. Stemmles Film-Version Emil und die Detektive nach dem Roman von Erich Kästner, neben Klaus Maria Brandauer in einer Fernsehproduktion von Shakespeares Was ihr wollt (unter der Regie von Otto Schenk) und übernahm Gastauftritte in Fernsehserien wie Derrick, Der Alte und Der Kommissar.
Darüber hinaus arbeitete er seit 1951 umfangreich in der Synchronisation und lieh seine markante Stimme international bekannten Schauspiel-Kollegen wie Harry Belafonte (Carmen Jones), Ernest Borgnine (u. a. Die Höllenfahrt der Poseidon), Yul Brynner (Die Brüder Karamasow), Montgomery Clift (Das Land des Regenbaums), Burt Lancaster (Local Hero), Charles Laughton (Lés Miserablés), Sidney Poitier (u. a. Die Saat der Gewalt), Rod Steiger (Die Unschuldigen mit den schmutzigen Händen), Rod Taylor (Mädchen ohne Mitgift), Peter Ustinov (u. a. Drei Fremdenlegionäre und Flucht ins 23. Jahrhundert), Eli Wallach (Zapfenstreich), Howard Lang (Die Onedin-Linie) und Orson Welles (Catch 22).
Seine Grabstätte ist auf dem Friedhof Enzenbühl in Zürich zu finden.

## Filmografie
- 1951: Sündige Grenze
- 1954: Das ideale Brautpaar
- 1954: Emil und die Detektive
- 1956: Anastasia, die letzte Zarentochter
- 1958: Besuch aus der Zone (TV)
- 1958: Darf ich mitspielen?
- 1960: Brücke des Schicksals
- 1960: Agatha, laß das Morden sein!
- 1962: Der Widerspenstigen Zähmung (TV)
- 1963: Der Wald (TV)
- 1963: Reporter (TV)
- 1963: Der grüne Kakadu (TV)
- 1964: Ein Engel kommt nach Babylon (TV)
- 1965: Der arme Mann Luther (TV)
- 1966: Ein Anderer für zwei Tage (TV)
- 1967: Der Dreispitz (TV)
- 1968: Schinderhannes (TV)
- 1968: Heinrich VIII. und seine Frauen (TV)
- 1969: Der Sturm (TV)
- 1969: Seen und Schlösser (TV)
- 1972: Der Marquis von Keith (TV)
- 1973: Was ihr wollt (TV)
- 1975: Der Kommissar, Folge 89: Sturz aus großer Höhe
- 1975: Ein Fall für Männdli – Acht nach Mitternacht
- 1976: Der Hofmeister (TV)
- 1976: Derrick – Angst
- 1977: San Gottardo
- 1980: Der Alte – Der Irrtum
- 1981: Pseodonym Hans Fallada (TV)
- 1982: Das blaue Bidet (TV)
- 1982: Herr Herr (TV)
- 1983: Derrick – Dr. Römer und der Mann des Jahres
- 1985: Schluck und Jau (TV)
- 1993: Der Gesandte (TV)

## Theater
- 1955: Henrik Ibsen: Peer Gynt – Regie: Heinrich Koch (Schillertheater Berlin)
- 1955: Johann Wolfgang von Goethe: Faust I – Regie: Boleslaw Barlog (Schillertheater Berlin)
- 1955: Paul Claudel: Das Buch von Christoph Columbus – Regie: Hans Lietzau (Schillertheater Berlin)
- 1956: Georg Büchner: Dantons Tod (Danton) – Regie: Erwin Piscator (Schillertheater Berlin)
- 1956: N. Richard Nash: Der Regenmacher – Regie: Boleslaw Barlog (Schlosspark Theater Berlin)
- 1958: Friedrich Schiller: Die Räuber – Regie: Willi Schmidt (Schillertheater Berlin)
- 1958: Lord Byron: Kain – Regie: Heinrich Koch  (Städtische Bühnen Frankfurt)
- 1960: William Shakespeare: Was ihr wollt – Regie: Heinz Hilpert (Cuvilliés-Theater München)
- 1960: Max Frisch: Biedermann und die Brandstifter – Regie: Kurt Meisel (Residenztheater München)
- 1960: Jean Giraudoux: Der trojanische Krieg findet nicht statt – Regie: Hanskarl Zeiser (Residenztheater München)
- 1960: Fay Kanin/Michael Kanin: Rashomon – Regie: Leonard Steckel (Residenztheater München)
- 1961: William Shakespeare: Der Widerspenstigen Zähmung – Regie: Heinz Hilpert (Cuvilliés-Theater München)
- 1962: Jean Anouilh: Der arme Bitos oder Das Diner der Köpfe – Regie: Roland Pietri (Residenztheater München)
- 1962: Nikolai Gogol: Der Revisor – Regie: Gerd Brüdern (Residenztheater München)
- 1962: Gerhart Hauptmann: Schluck und Jau – Regie: Heinz Hilpert (Cuvilliés-Theater München)
- 1965: Heinrich von Kleist: Der zerbrochne Krug – Regie: Heinz Hilpert (Residenztheater München)
- 1965: James Saunders: Ein Duft von Blumen – Regie: Hans Lietzau (Residenztheater München)
- 1967: Georg Büchner: Dantons Tod – Regie: Liviu Ciulei (Schillertheater Berlin)
- 1968: Simon Gray: Kluges Kind – Regie: Hans Schweikart (Schlosspark Theater Berlin)
- 1970: Maxim Gorki: Die Kleinbürger – Regie: Horst Balzer (Freie Volksbühne Berlin)
- 1970: Friedrich Dürrenmatt: Play Strindberg – Regie: Hansjörg Utzerath (Freie Volksbühne Berlin)
- 1970: Dieter Forte: Martin Luther & Thomas Münzer oder Die Einführung der Buchhaltung – Regie: Hansjörg Utzerath (Freie Volksbühne Berlin)
- 1970: Carl Sternheim: Tabula Rasa – Regie: Hansjörg Utzerath (Freie Volksbühne Berlin)
- 1970: Ben Jonson: Volpone oder Der Fuchs – Regie: Liviu Ciulei (Freie Volksbühne Berlin)
- 1972: Gerhart Hauptmann: Der Biberpelz – Regie: Hansjörg Utzerath (Freie Volksbühne Berlin)
- 1973: William Shakespeare: Othello – Regie: Leopold Lindtberg (Freie Volksbühne Berlin)
- 1980: Eugène Labiche: Das Sparschwein – Regie: Gerd Heinz (Schauspielhaus Zürich – Schweiz)
- 1981: Friedrich Schiller: Die Verschwörung des Fiesco zu Genua – Regie: Hans Hollmann (Schauspielhaus Zürich – Schweiz)
- 1982: Seán O’Casey: Juno und der Pfau – Regie: Hans Lietzau (Schauspielhaus Zürich – Schweiz)
- 1984: Isaak Babel: Sonnenuntergang – Regie: Jerzy Jarocki (Schauspielhaus Zürich – Schweiz)
- 1987: William Shakespeare: König Lear (Lear) – Regie: Bernard Sobell (Schauspielhaus Zürich – Schweiz)
- 1988: Peter Turrini: Die Minderleister – Regie: Katja Paryla (Schauspielhaus Zürich – Schweiz)
- 1997: Hugo von Hofmannsthal: Der Turm – Regie: Hans Hollmann (Burgtheater Wien – Österreich)

## Hörspiele (Auswahl)
- 1983:Jean Baptiste Molière: Der fliegende Arzt – Regie: Ferry Bauer (Hörspielbearbeitung – ORF Vorarlberg)

Quelle: Ö1-Hörspieldatenbank

## Schallplatte
- 1970: Gottfried Benn lyrik+jazz, Sprecher Hans-Dieter Zeidler, Philips 6300 003